# Jouni Kaitainen
Jouni Kaitainen, född 9 juni 1980, är en finländsk före detta utövare av nordisk kombination. Han ingick i det finländska landslaget.